# Geolycosa insulata
Geolycosa insulata là một loài nhện trong họ Lycosidae.
Loài này thuộc chi Geolycosa. Geolycosa insulata được Cândido Firmino de Mello-Leitão miêu tả năm 1944.